# Nataša Vezmar
Nataša Vezmar (n. 24 octombrie 1976, Bjelovar, cantonul Bjelovar-Bilogora, Croația) este o practicantă croată de taekwondo, care a concurat la categoria grea feminin. Una dintre cele mai proeminente figuri sportive din Croația în deceniul ei, Vezmar a deținut trei titluri europene în divizare de peste 72 de kg, a obținut două medalii (una de argint și una de bronz) la Campionatele Mondiale de Taekwondo (1997 și 2003), și a reprezentat Croația în două ediții ale Jocurilor Olimpice (2000 și 2004). De asemenea, Vezmar s-a antrenat pentru TK Metalac în Zagreb, sub conducerea antrenorului și maestrului Ivica Klaic.
Vezmar și-a făcut debutul oficial la Jocurile Olimpice de vară din 2000 din Sydney, unde a concurat la categoria feminină de peste 67 kg. Selecționată a doua și una dintre luptătoarele presupuse că ar obține o medalie olimpică, Vezmar și-a început lupta cu o victorie impresionantă de 7 - 4 în favoarea lui Ireane Ruíz, înainte de a-și pierde semifinala cu adversara rusă Natalia Ivanova. În recalificări, Vezmar a bătut-o pe Mounia Bourguigue din Maroc cu 4 - 1 pentru a-și mări șansele unei medalii olimpice. În meciul medaliei de bronz, Vezmar a marcat o remiză de 4 - 4 în primele două runde împotriva lui Dominique Bosshart, dar adversara să canadiană a răspuns cu un schimb febril de lovituri la final pentru a încheia o victorie fără precedent, împingând-o pe Vezmar pe locul patru.  
În 2003, Vezmar a obținut o medalie de argint la aceeași categorie la Campionatul Mondial de la Garmisch-Partenkirchen, Germania, după o înfrângere dură a lui Youn Hyun-jung din Coreea de Sud.
La Jocurile Olimpice de vară din 2004 de la Atena, Vezmar s-a calificat pentru cea de-a doua echipă croată în clasamentul grupei la feminin (+67 kg). La începutul competiției, a învins-o pe Sarah Stevenson din Marea Britanie în finală pentru a-și asigura locul în echipa croată la turneul european de calificare olimpică din Baku, Azerbaidjan.  În speranța de a-și îmbunătăți poziția de pe locul 4 din Sydney, Vezmar s-a mutat direct în sferturile de finală după primă rundă, dar a rotunjit o notă proastă prin înfrângere uluitoare de 4 - 5 a tinerei de 16 ani, Nadin Dawani, din Iordania.  Cu adversara ei pierzând semifinala cu Myriam Baverel din Franța, Vezmar nu a reușit să se recalifice pentru o șansă la medalia olimpică de bronz.